# Haus Thieme
Haus Thieme ist ein in der Lößnitz architektonisch einzigartiges Herrenhaus, es steht im Radebeuler Stadtteil Serkowitz in der Nizzastraße 69. Es ist benannt nach der Familie Thieme, die das Haus von 1926 bis 1965 in ihrem Besitz hatte.

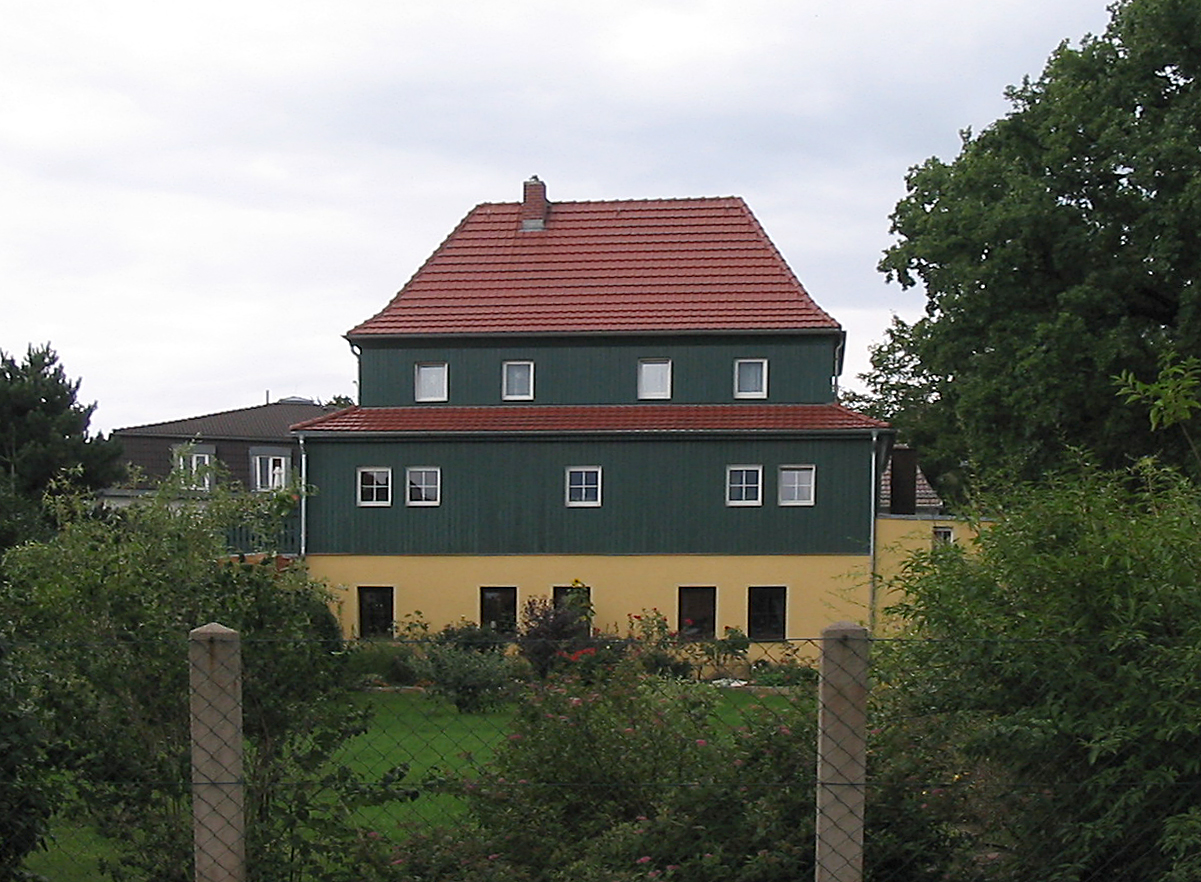
Haus Thieme, 2008

## Beschreibung

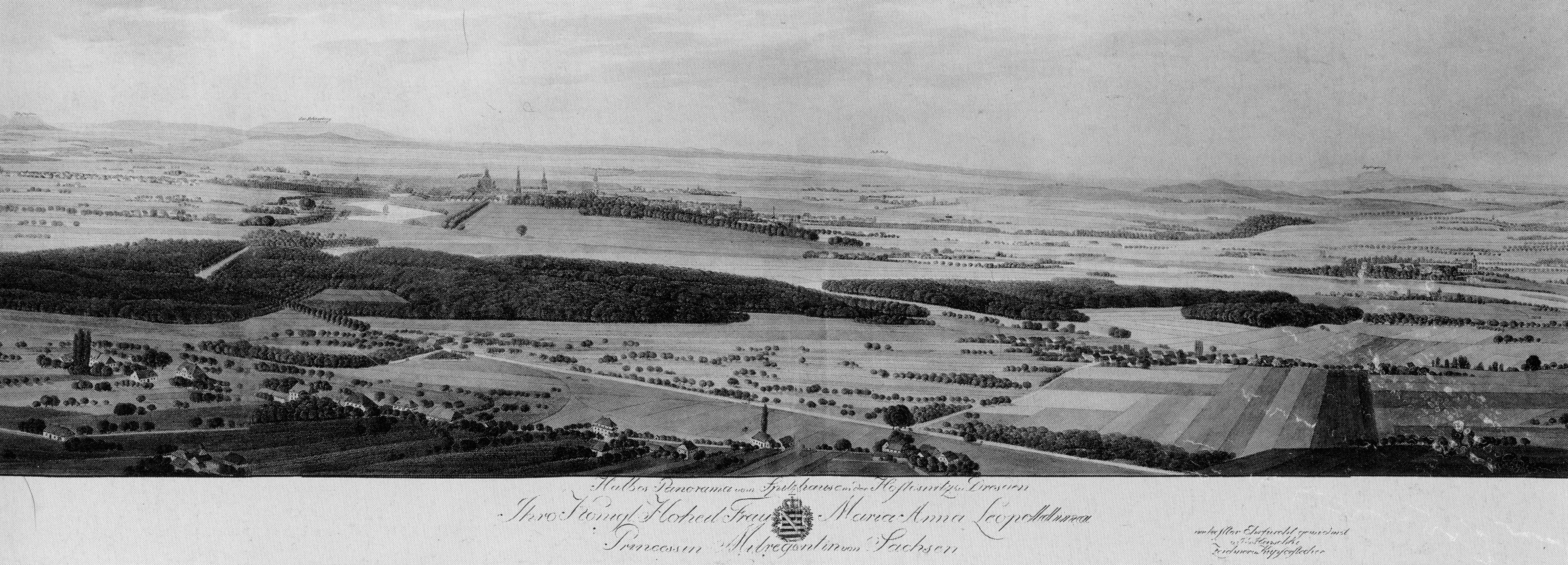
Lößnitz-Panorama, Blick vom Spitzhaus nach Dresden. Ausschnitt aus einer Radierung von Johann Gottlob Henschke, Anfang 19. Jahrhundert. Unten links der Bildmitte steht Haus Thieme

Das dreigeschossige Weinbergshaus ist im Erdgeschoss geputzt, während die beiden Obergeschosse verbrettert sind. Das rechteckige Gebäude, dessen Erdgeschoss vom ursprünglichen Winzerhaus stammt, steht auf einem großen, quadratischen Weinkeller mit Tonnengewölbe, der direkt vom Hof sowie über eine Falltür vom Erdgeschoss erschlossen wird. Ein sich ursprünglich nach Süden öffnendes großes Tor auf der rechten Seite des Erdgeschosses ist vermauert und durch zwei Fenster ersetzt.
Das zweite Obergeschoss ist kleiner als das darunter liegende, der Rücksprung wird durch ein etwa 30° flaches Übergangsdach bedacht. Das zweite Obergeschoss, in dem ursprünglich einen Saal gewesen sein soll, liegt unter einem hohen Walmdach. Die Holzkonstruktion im Inneren der beiden Obergeschosse zeigt keine nachträglichen Veränderungen, ist also wohl bereits beim Bau um 1760 in dieser Gestalt erbaut worden.

## Geschichte

Haus Thieme, noch mit Fledermausgauben und Wetterfahne, um 1900

Der Weinberg wird 1714 zum ersten Mal erwähnt, als er von dem Sekretär Aurich erworben wird. Um 1740 entstand auf dem Anwesen ein Winzerhaus mit Weinpresse, das heutige Erdgeschoss. 1741 wurde das Anwesen vergrößert.
Vor 1767 wurde das Gebäude durch den Dresdner Kammermeister Segnitz aufgestockt und erhielt das heutige Aussehen mit dem zurückgesetzten Saal, worauf eine zerstörte Wetterfahne aus den 1760er Jahren hinweist. Im Quatember-Kataster der Hoflößnitz wird für das Jahr 1767 erwähnt: „Herr Kammermeister Segnitz zu Dresden besitzet ein Herrenhauß mit gebrochenem Dache, ein besonderes Winzerhaus mit angebautem Pferde- und Kuhstall, auch Wagen und Holzschuppen samt 34 Pfahlhaufen Weinberg“ (also etwa 0,75 Hektar). Dieser Weinberg reichte bis zur heutigen Eduard-Bilz-Straße.
Um 1879 wurde der Westeingang zugemauert und 1895 wurde auf der Westseite ein aufgeständerter Balkon angestellt. Darüber hinaus wurde ein Schornstein eingebaut und das Obergeschoss verbrettert. 1902 erfolgte unter anderem der Einbau einer massiven Treppe. 1914 wurde der Umbau vom Weinberghaus zum ganzjährigen Wohnhaus abgeschlossen, das Innere war in vier Kleinwohnungen für je einen Haushalt aufgeteilt.
Von 1926 bis 1965 im Besitz der Familie Thieme wurde das Gebäude 1953 unter Denkmalschutz gestellt. Der ab 1965 folgende Besitzer erhielt das Haus im Rahmen der Möglichkeiten der DDR-Zeit. Seit 2002 hat das Gebäude neue Eigentümer. 2003 wurde das Gebäude aus dem Denkmalschutz herausgelöst. Danach fand eine umfangreiche Sanierung statt, welche später auch auf die Nebengebäude ausgeweitet wurde.